# دينيس أوتري
دينيس أوتري (بالإنجليزية: Dennis Awtrey)‏ مواليد 22 فبراير 1948 في هوليوود، هو لاعب كرة سلة أمريكي معتزل بدأ مسيرته الاحترافية في سنة 1970. تم اختياره من قبل فريق فيلادلفيا سفنتي سيكسرز خلال الدرافت. يبلغ طوله 6 قدم 10 بوصة (2.1 م). اعتزل اللعب في 1982.

## المسيرة الاحترافية
لعب مع فيلادلفيا سفنتي سيكسرز من سنة 1970 إلى 1973، ثم لعب مع شيكاغو بولز من سنة 1972 إلى 1974، ثم لعب مع فينيكس صنز من سنة 1974 إلى 1978، ثم لعب مع بوسطن سيلتكس في موسم 1978–1979، ثم لعب مع سياتل سوبرسونيكس في سنة 1979، ثم لعب مع شيكاغو بولز في موسم 1979–1980، ثم لعب مع سياتل سوبرسونيكس في موسم 1980–1981، ثم لعب مع بورتلاند ترايل بلايزرز في موسم 1981–1982.

## روابط خارجية
- دينيس أوتري على موقع إن بي أي (الإنجليزية)
- دينيس أوتري على موقع سبورتس رفرنس (الإنجليزية)
- دينيس أوتري على موقع كلية كرة السلة في سبورتس رفرنس.كوم (الإنجليزية)
- دينيس أوتري على موقع ريلجم (الإنجليزية)
- دينيس أوتري على موقع بروبوليرز (الإنجليزية)